# Ilan Eshkeri
Ilan Eshkeri (* 7. April 1977 in London, England) ist ein britischer Filmkomponist.

## Leben
Eshkeri wurde in London in eine musikalische Familie geboren. Bereits in seiner Kindheit erlernte er Violine und Gitarre, später spielte er in mehreren Rock-Bands. Er studierte an der Universität von Leeds Musik und englische Literatur. Bereits während seiner Studienzeit arbeitete er mit Komponisten wie Ed Shearmur und Michael Kamen zusammen. Sein Schaffen für Film und Fernsehen umfasst mehr als 70 Produktionen.

## Filmografie (Auswahl)
- 2004: Layer Cake
- 2004: Die Nibelungen (Ring of the Nibelungs)
- 2006: Chinas erster Kaiser (The First Emperor)
- 2007: Hannibal Rising – Wie alles begann (Hannibal Rising)
- 2007: Straightheads
- 2007: Der Sternwanderer (Stardust)
- 2008: The Disappeared
- 2009: Victoria, die junge Königin (Young Victoria)
- 2009: Ninja Assassin
- 2009: From Time to Time
- 2010: Centurion
- 2010: Kick-Ass
- 2010–2012: Strike Back (Fernsehserie, 26 Folgen)
- 2011: Knuckle
- 2011: Coriolanus
- 2011: Freiwild – Zum Abschuss freigegeben (Blooded)
- 2011: Blitz – Cop-Killer vs. Killer-Cop (Blitz)
- 2011: Retreat
- 2011: Johnny English – Jetzt erst recht! (Johnny English Reborn)
- 2013: Das hält kein Jahr…! (I Give It a Year)
- 2013: Austenland
- 2013: The Invisible Woman
- 2013: Justin – Völlig verrittert! (Justin and the Knights of Valour)
- 2013: 47 Ronin
- 2014: Fleming: Der Mann, der Bond wurde (Fleming: The Man Who Would Be Bond, Miniserie, 4 Folgen)
- 2014: Still Alice – Mein Leben ohne Gestern (Still Alice)
- 2014: Rettet Weihnachten! (Get Santa)
- 2014: Black Sea
- 2015: Shaun das Schaf – Der Film (Shaun the Sheep Movie)
- 2015: Don Verdean
- 2015: Survivor
- 2016: Doctor Thorne (Miniserie, 4 Folgen)
- 2016: Collide
- 2016: Swallows and Amazons
- 2016: The Exception
- 2016: Dancer – Bad Boy of Ballet (Dancer)
- 2017–2019: Riviera (Fernsehserie, 19 Folgen)
- 2018: Nurejew – The White Crow (The White Crow)
- 2018: In My Skin
- 2018: Informer (Fernsehserie, 6 Folgen)
- 2019: Measure of a Man – Ein fetter Sommer (Measure of a Man)
- 2021: Ein perfekter Planet (A Perfect Planet, Dokuserie, 5 Folgen)
- seit 2022: SAS: Rogue Heroes (Fernsehserie)
- 2023: Die unwahrscheinliche Pilgerreise des Harold Fry (The Unlikely Pilgrimage of Harold Fry)
- 2024: Super/Man: The Christopher Reeve Story
- seit 2025: MobLand – Familie bis aufs Blut (MobLand, Fernsehserie)